# Јан Госарт
Јан Госарт (око 1478 — 1. октобар 1532) је био сликар француског говорног подручја, родом из Фландрије. Такође познат као Јан Мабусе (име које је усвојио из свог родног мјеста Мобежа) или Јеннин ван Хеннегоуве (Ено), како је себе назвао када се уписао у Удружење Свети Лука у Антверпену 1503. године. Био је један од првих сликара холандске и фламанске ренесансе који је посјетио Италију и Рим, 1508–09, сматра се зачетником романизма у фламанском сликарству, донијевши елементе италијанског ренесансног сликарства на сјевер. Стекао је славу барем у сјеверној Европи и сликао је вјерске теме, укључујући велике олтарске слике, али и портрете и митолошке теме, као и актове. 
Био је савременик Албрехта Дирера и прилично млађег Лукаса ван Лајдена, које је познавао, али је у модерно доба био мање цијењен од њих. За разлику од њих, он није био графичар, иако су његови сачувани цртежи веома фини и неки их више воле од његових слика.

## Биографија
Право име му је било „Јан Госарт“, и био је тако познат за свог живота; холандска верзија „Госсаерт“ се увукла у касније изворе, упркос томе што је Госартов први језик био француски. Мало се зна о његовом раном животу. Један од његових најранијих биографа, Карел ван Мандер, тврдио је да је он из малог града који се зове Маубеуге или Маубусе. Други научници су утврдили да је он био син књиговезца који је школован у опатији Маубеуге, док се помиње и  постојање доказа који подржавају тврдњу да је рођен у замку Дуурстеде,Холандија.
Године 1509–17. Госарт је регистрован као становник Миделбурга. Према Ван Мандеру, он је био један од првих фламанских умјетника који је вратио италијански начин сликања у историјским алегоријама. Од 1517. до 1524. регистрован је у замку Дуурстеде гдје му је Јан ван Сцорела био ученик.Од 1524. године вратио се у Миделбург као дворски сликар Адолфа Бургундског.
Био је савременик Лукаса ван Лајдена и био је под утицајем уметника који су долазили прије њега, као што је Рогиер ван дер Вајден, велики мајстор Турнеа и Брисела и, као и он, његове композиције су обично биле уоквирене у архитектонске позадине.

## Стваралаштво
Госарт показује утицај Антверпена у великим олтарским дијеловима који су се раније налазили у замку Хауард и Скаби. У Скабију он илуструје легенду о грофу од Тулуза, који се раставио од својих овоземаљских добара да би преузео одјећу пустињака. Његовој олтарској слици Силаска са крста са тешким двокрилним вратима у Миделбургу се дивио Албрехт Дирер пре него што је саму цркву погодио гром. Ово је вјероватно дјело које се сада налази у Ермитажу, иако је Ван Мандер изјавио да га је муња уништила и описује још једно Спуштање крста у посједу господина Магнуса од Делфта 1604. године.
У замку Хауард, гроф од Карлајла је набавио Поклонство краљева које је претходно креирано за Грандмонтинес, које спаја тридесетак фигура на архитектонској позадини, разноликих у детаљима, масивног облика и маштовитог украса. Ова слика је сада изложена у Националној галерији, која ју је купила 1911. Госарт изненађује гледаоца помпезним костимом и жарким контрастима тонова. Његове фигуре, као фигуре на шаховској табли, често су круте и конвенционалне. Пејзаж који се види кроз колонаде украшен је кулама и торњевима на ситни начин Ван дер Вејдена. Након неколико година боравка у Антверпену, Госарт је ступио у службу код Филипа Бургундског, у то вријеме господара Сомердика и адмирала од Зеланда. Једна од његових слика је већ постала слављена: Силазак са крста (50 фигура), на великом олтару опатије Тонгерло.
Филип Бургундски је наредио Госарту да направи реплику за цркву у Миделбургу, а вриједност која је тада била постављена на слику је очигледна из чињенице да је Дирер дошао изричито у Миделбург (1521) да је види. 1568. олтарска слика је страдала у пожару. Године 1508. Госарт је пратио Филипа Бургундског у његовој италијанској мисији код папе, и овом несрећом је извршена важна револуција у умјетности Холандије. Чини се да је Госарт у Италији углавном проучавао хладна и углађена дјела Леонардеске. Не само да је донио кући нови стил, већ је увео и моду путовања у Италију; а од тог времена па све до доба Рубенса и Ван Дајка сматрало се прикладним да сви фламански сликари посећују полуострво.
Госарт је несумњиво направио велики број цртежа у Риму након небројених античких рушевина и скулптура које је град имао. Данас су позната само четири сачувана часописа; лист са рушевинама Колосеума (Берлин, Купферстицхкабинетт), студија тзв. Аполона Китхароедоса, студија такозваног Капитолског Херкула и лист са студијама од, између осталих, чувеног Спинариоа или „извлачења трна“.
У лето 1509. Филип се вратио у Холандију и предао се задовољствима планирања украса за свој замак и наручивања слика Госарта и Јакопа де Барбарија.
Његове једине потписане слике из овог периода су Нептун и Амфитрита из 1516. у Берлину, и Мадона, са портретом Жана Каронделета из 1517. у Лувру. 
Његове фигуре задржавају карактер камена; његова архитектура је богата и разноврсна, тонови су му јаки. Али свијетли контрасти блиставих нијанси замјењени су трезвенијим сивим; а хладна измаглица прожима површине. Ријетко се дешава да ове карактеристике не успјевају да се наметну.

## Галерија изабраних дјела
- Мадона са дјететом
- Нептун и Амфритрита
- Јеванђелиста Лука
- Света породица
- Адам и Ева
- Портрет мушкарца